# Wartau
Wartau är en kommun i distriktet Werdenberg i kantonen Sankt Gallen, Schweiz. Kommunen har 5 496 invånare (2023).
Kommunens huvudort är Azmoos. Andra större byar är Oberschan, Trübbach och Weite.
| Ort                                       | Invånare 31 dec 2018 |
| ----------------------------------------- | -------------------- |
| Azmoos                                    | 1 723                |
| Oberschan (inkl. Gretschins och Malans)   | 824                  |
| Trübbach                                  | 1 355                |
| Weite (inkl. Fontnas, Murris och Plattis) | 1 355                |